# Nico Tortorella
Nicolo Luigi "Nico" Tortorella, född 30 juli 1988 i Wilmette i Illinois, är en amerikansk skådespelare, känd för bland annat rollen som Trevor Sheldon (Jills ex-pojkvän) i skräckfilmen Scream 4, Jacob Wells i Fox kriminaldrama The Following och Josh i TV Lands dramakomedi Younger. Han spelade också rollen som Felix Carlucci i AMC-serien The Walking Dead: World Beyond mellan åren 2020 och 2021.

## Filmografi (i urval)

### Filmer
- 2010 – Twelve
- 2011 – Scream 4
- 2011 – Trespass
- 2013 – Odd Thomas

### TV-serier
- 2009 – The Beautiful Life (TV-serie)
- 2009–2010 – Make It or Break It (TV-serie)
- 2013 – The Following (TV-serie)
- 2015–2021 – Younger (TV-serie)
- 2018 – RuPauls dragrace (TV-serie)
- 2020–2021 – The Walking Dead: World Beyond (TV-serie)
- 2021 – MTV Cribs (TV-serie)